# Caecognathia gnamptogenys
Caecognathia gnamptogenys är en kräftdjursart som beskrevs av Cohen och Gary C.B. Poore 1994. Caecognathia gnamptogenys ingår i släktet Caecognathia och familjen Gnathiidae. Inga underarter finns listade i Catalogue of Life.